# Cesta ke štěstí (Hubbard)
Cesta ke štěstí je kniha napsaná scientologem L. Ronem Hubbardem. Tvoří ji 21 pravidel. Dle každého pravidla této knihy byly natočeny krátké filmové klipy. Myšlenky obsažené v Cestě ke štěstí propagují nadace „Cesta ke štěstí“.

## 21 pravidel Cesty ke štěstí
1. Dbejte o sebe
2. Buďte střídmí
3. Nebuďte promiskuitní
4. Dávejte dětem lásku a pomáhejte jim
5. Ctěte své rodiče a pomáhejte jim
6. Dávejte dobrý příklad
7. Snažte se žít v pravdě
8. Nevražděte
9. Nedělejte nic nelegálního
10. Podporujte vládu, která je míněna pro všechny a jedná v zájmu všech
11. Neškoďte lidem dobré vůle
12. Ochraňujte a zlepšujte své prostředí
13. Nekraďte
14. Buďte důvěryhodní
15. Plňte své závazky
16. Buďte pracovití
17. Buďte kompetentní
18. Respektujte náboženská přesvědčení druhých
19. Snažte se druhým nedělat to, co byste nechtěli, aby oni dělali vám
20. Snažte se jednat s lidmi tak, jak byste chtěli, aby oni jednali s vámi
21. Vzkvétejte a prosperujte